# Tyskgruvan

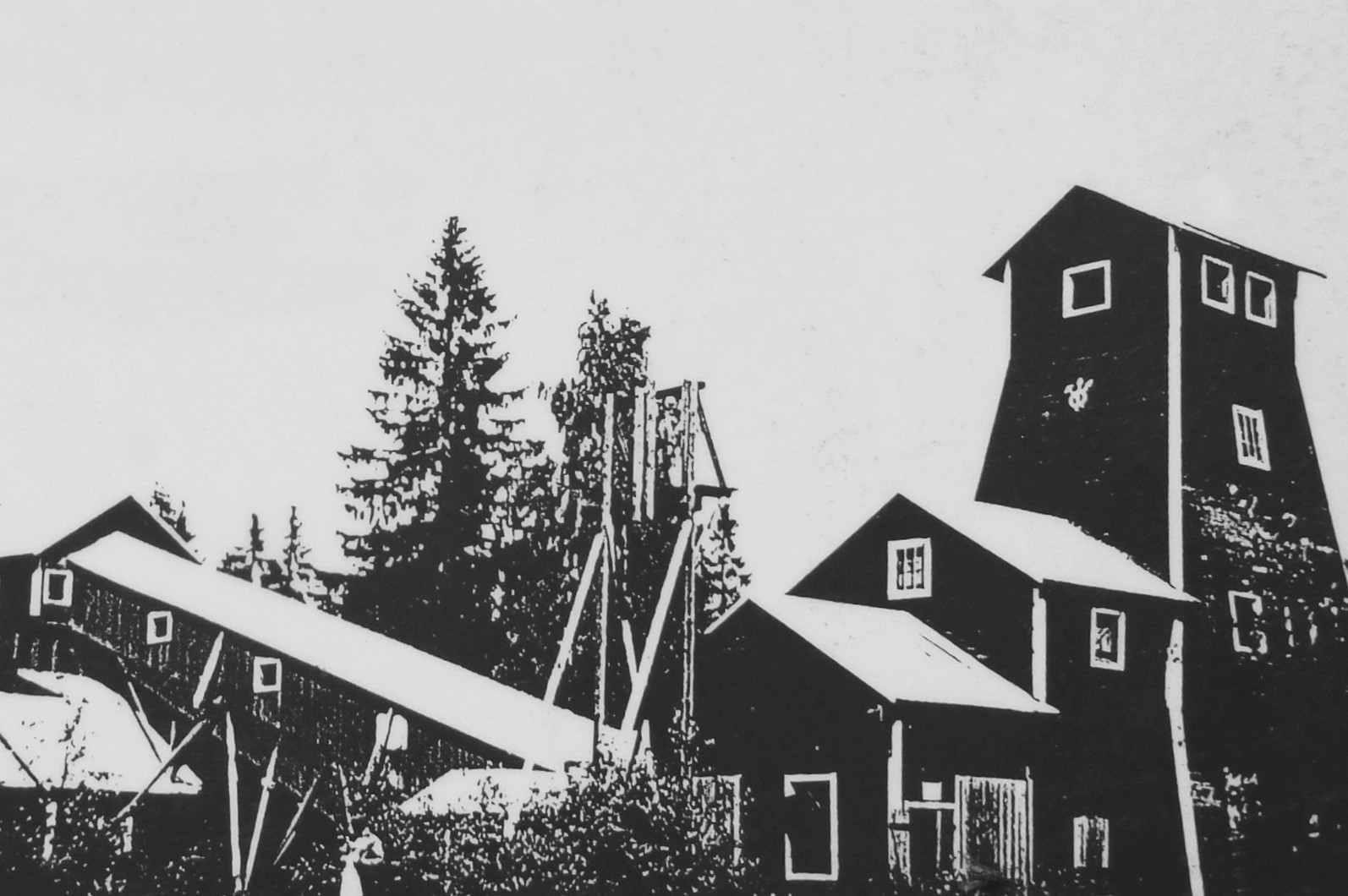
Tyskgruvan på 1940-talet.

Tyskgruvan är en nedlagd gruva i Smedjebackens kommun, Dalarnas län. Gruvområdet ligger i skogen nära Jätturns naturreservat strax öster om riksväg 50 och cirka 15 kilometer norr om Ludvika. Tillsammans med den närbelägna Svarthyttegruvan hörde Tyskgruvan till de båda största gruvorna i Torrstensbergsfältet. Brytningen upphörde 1945.

## Historik

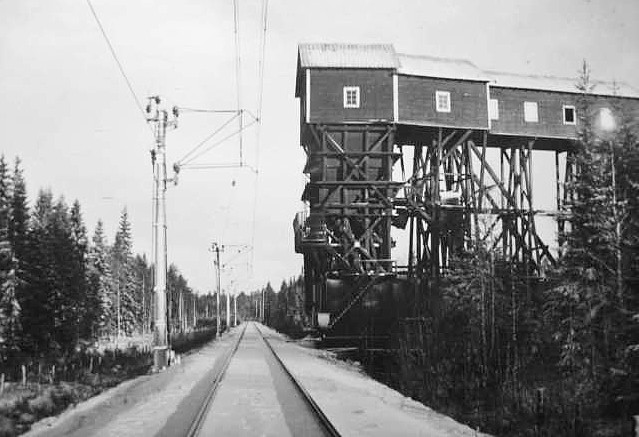
Tyskgruvans utlastning 1948.

Gruvdriften startade 1805 och under 1800-talet ägde brytning rum vid flera tillfällen. Tyskgruvan tillhörde tyskägda AB Stollbergs Grufvor och Anrikningsverk och har sitt namn av att den tidigare varit i tysk ägo och hörde till de så kallade "tyskgruvorna". Dessa drevs av tyska företag i form av svenska aktiebolag. Järnmalmen gick till Tyskland och Sverige fick kol och koks tillbaka.  
Tyskgruvans sista brytningsperiod började 1938. Även under andra världskriget fortsatte verksamheten  och därmed malmexport till Ruhrområdet och tysk krigsindustri. Mellan 1938 och 1950 fanns på järnvägssträckan Rämshyttan-Gräsberg en malmficka avsedd för utlastning av malm till vagnar på linjen. Från Tyskgruvan transporterades malmen på en 700 meter lång linbana till lastplatsen som fanns kvar fram till 1950.
I och med krigsslutet 1945 upphörde brytningen och gruvan lades ner. Malmen som utvanns var kvartsig svartmalm och en mindre mängd blodstensmalm. Malmbredden var cirka två meter bred och gruvans största djup var cirka 140 meter. Idag återstår fundamentrester och vattenfyllda gruvhål i skogen.

## Nytt intresse
Gruvbolaget Nordic Iron Ore ansökte i mars  2011 om bearbetningskoncession hos bergsstaten i Falun för järnmalmsförekomsterna i Håksbergsfältet. Håksbergfältet är cirka sju kilometer långt och utgör den nordligaste delen av ett större mineraliserat stråk som sträcker sig från Grängesberg i söder till Svarthyttan och Tyskgruvan i norr, totalt en sträcka på 25 km. Den av Bolaget kontrollerade delen av stråket sträcker sig från Blötberget och fortsätter efter ett mindre avbrott i Väsmanfältet och Håksbergsfältet. Tillsammans utgör dessa förekomster en av de största järnkoncentrationerna i Bergslagen. Bolaget beräknar att de kontrollerar inmutningar som innehåller mer än 100 miljoner ton malm.

## Bilder

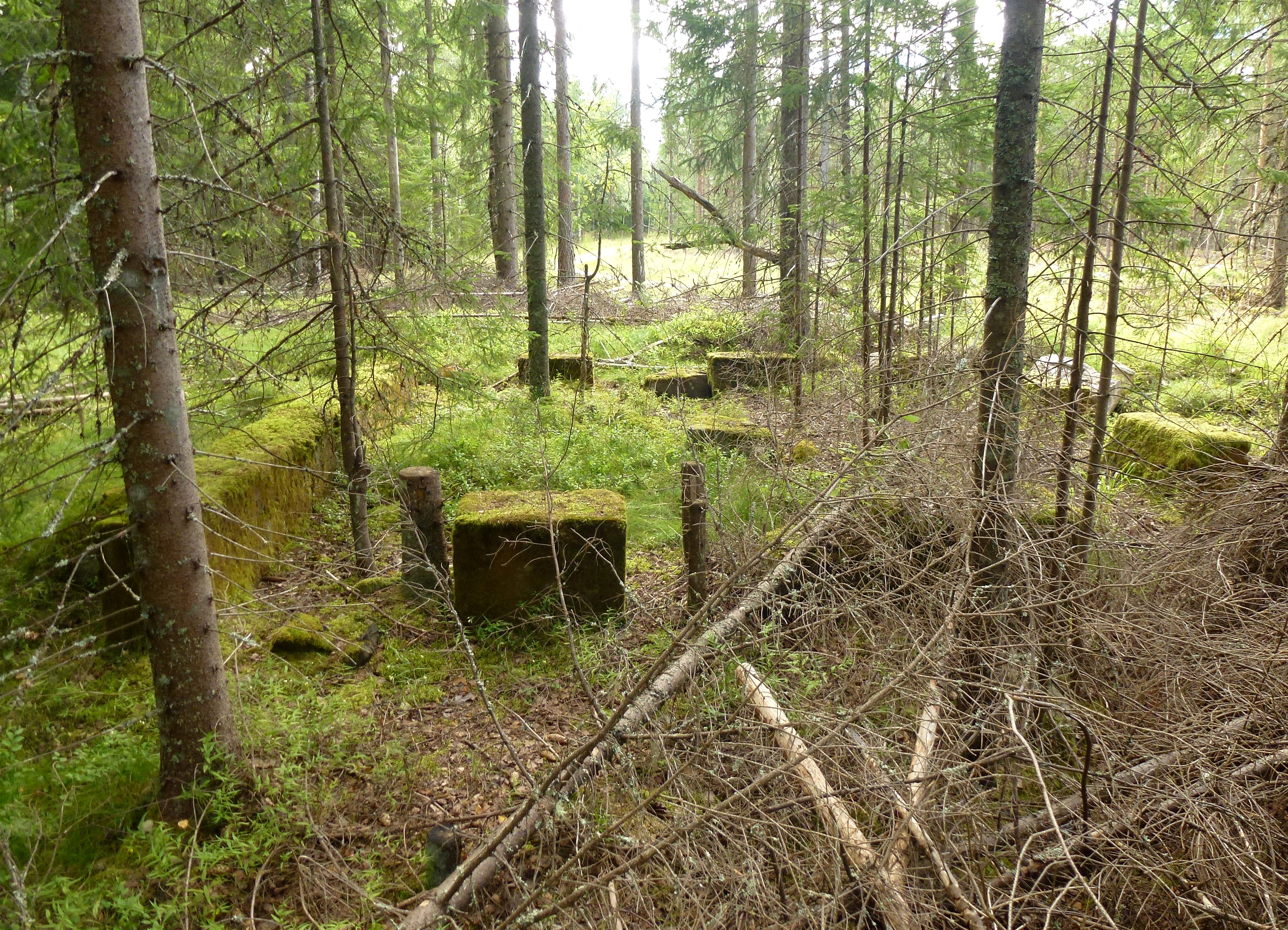
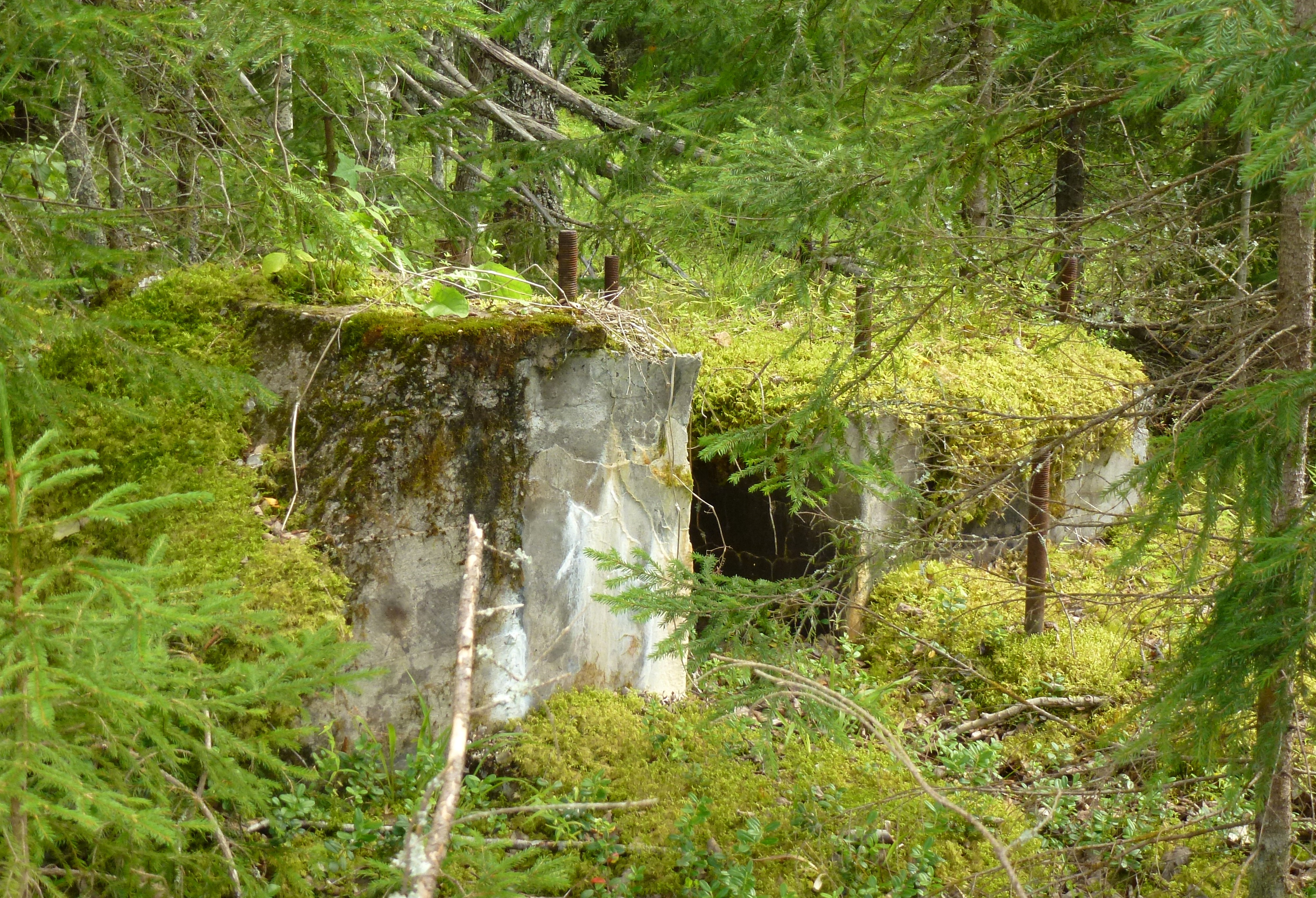
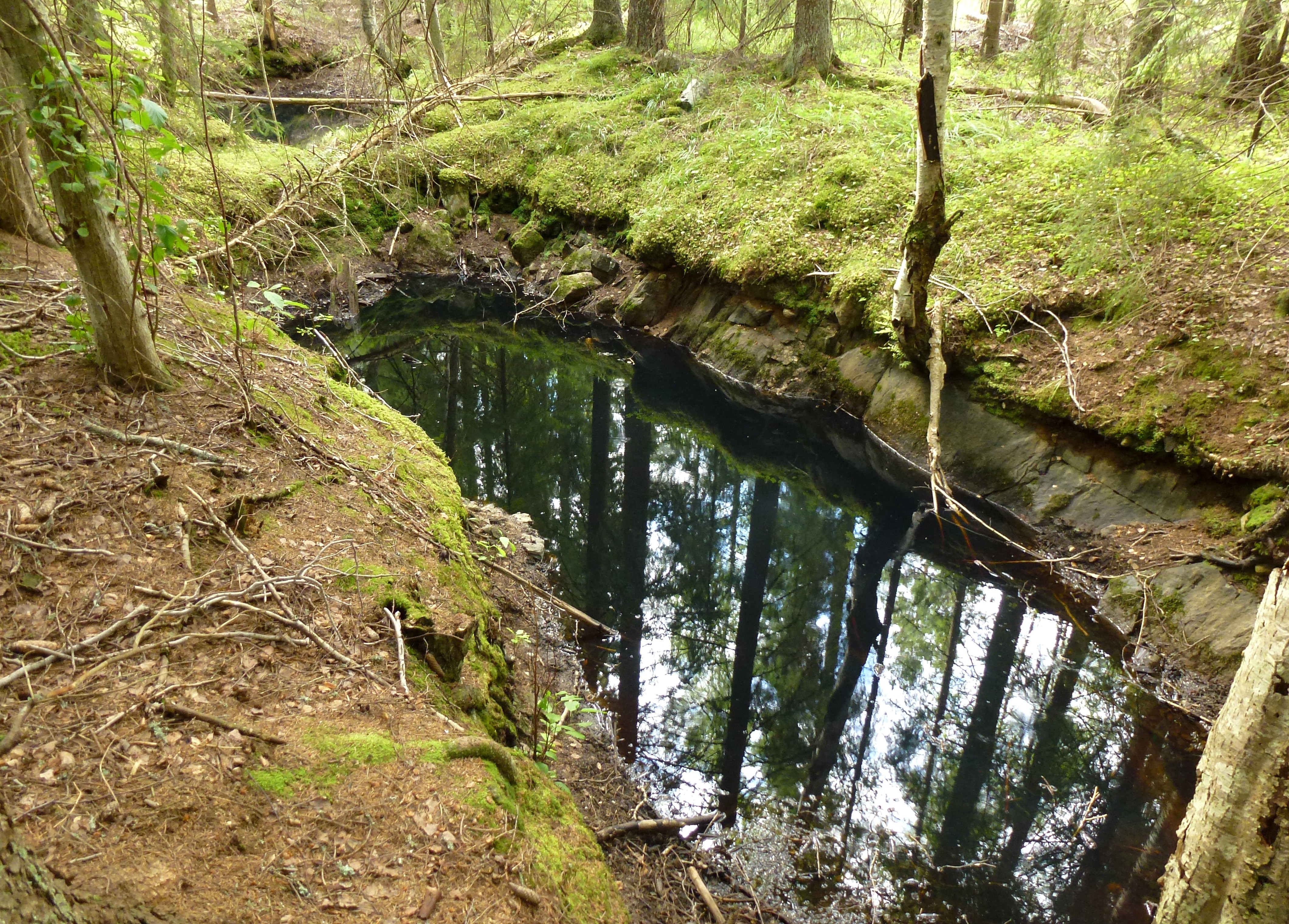
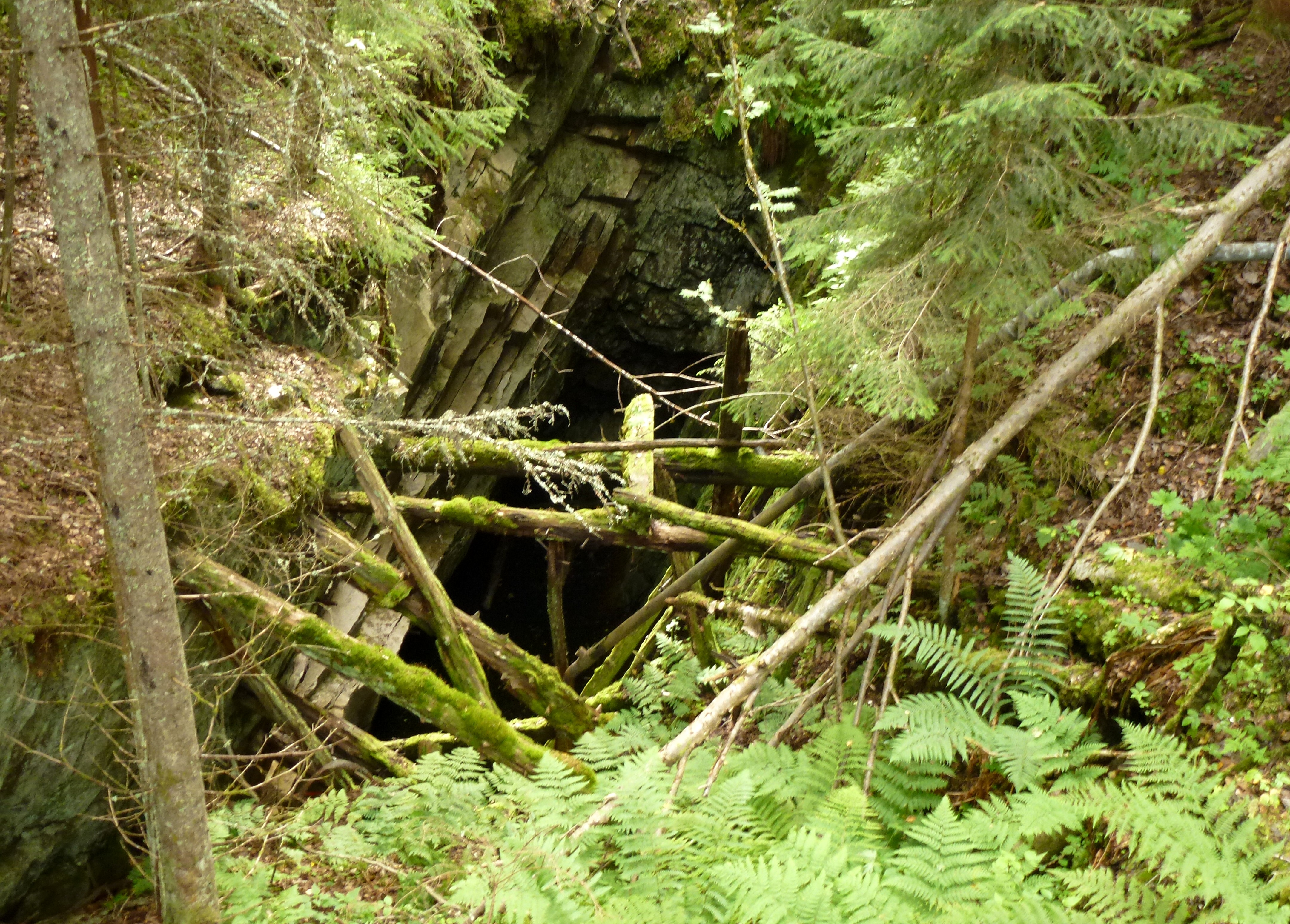